# Pijama

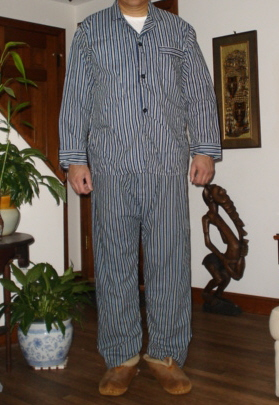
Pijama de dos piezas

El o la pijama o piyama (del inglés pajamas, que a su vez proviene del hindi pā[e]ǧāma, y este del persa پايجامه pā[y]ǧāme, prenda de pierna) es una vestimenta para usar en casa (por lo general para dormir).  Suele estar formada por dos piezas: una parte superior y pantalones, aunque existen también de una sola pieza. En el caso de los hombres, generalmente consta de unos pantalones largos y una chaqueta, mientras que para la mujer suele ser una sola pieza (denominada también dormilona o bata) o bien un top de tiras y un pantalón corto.
El uso del pijama se extendió a partir del siglo XVIII, fecha en que empezaron a popularizarse unos pantalones importados de Persia que recibían el nombre de pijama. Hasta entonces, tanto hombres como mujeres habían venido empleando largos camisones confeccionados en lana o terciopelo, que iban abrochados hasta los pies.
Además de como prenda de dormir, existen uniformes de uso profesional que también se denominan pijamas. Tal es el caso de los «pijamas de quirófano», conjuntos formados por pantalón suelto y camisa, generalmente fabricados de algodón.